# Kronika Pickwickova klubu
Kronika Pickwickova klubu, staršími názvy Pickwickovci: Pozůstalé listiny klubu Pickwickova, Klub Pickwickův, Klub Pickwicků nebo jen Pickwickovci (anglicky The Posthumous Papers of the Pickwick Club či The Pickwick Papers) je první román anglického spisovatele Charlese Dickense (1812–1870) a jedno ze základních děl světové humoristické literatury.
Tento humoristický román se původně zrodil a vznikal jako román na pokračování, když byl tehdy mladý a talentovaný Dickens v roce 1836 pověřen jedním londýnským nakladatelstvím, aby napsal doprovodný text k obrázkovému seriálu známého kreslíře Roberta Seymoura. Dickens se však s nakladatelem dohodl na změně původní koncepce čistě doprovodného textu. Tak postupně vzniklo 57 kapitol s volně zachycenými příběhy z cest, jež po Anglii vykonali čtyři členové londýnského Pickwickova klubu, pánové Samuel Pickwick, který klub založil, básník a kronikář klubu Augustus Snodgrass, sportovec a smolař Nathaniel Winkle a milovník žen Tracy Tuppman. Od 10. kapitoly doprovází tuto čtveřici navíc rázovitá postava Samuela Wellera, sluhy pana Pickwicka. Jeho objevení v románě změnilo zprvu chladné přijetí čtenářskou obcí a mnohonásobně zvýšilo náklad jednotlivých sešitů, v nichž román po částech vycházel. Právě čtenářský ohlas způsobil, že autor byl nucen do děje neustále zasahovat a obohacovat jej o nové postavy.

## Děj knihy
Pan Pickwick a jeho tři přátelé, Augustus Snodgrass, Nathaniel Winkle a Tracy Tupman jsou členy londýnského Pickwickova klubu. Na jeho schůzi padne rozhodnutí, že pánové podniknou poznávací cesty z Londýna na venkov a do jiných měst, aby se blíže seznámili se zvláštnostmi tamějšího života a mohli o svých poznatcích podat členům Pickwickova klubu hodnověrné zprávy. Jejich cesty dostavníkem tvoří hlavní osu románu a Dickensovy popisy anglických zájezdních hostinců a přepřahacích stanic jsou významným historickým dokumentem.
Později, přesněji v 10. kapitole, se k nim připojí i svérázný Sam Weller, který se stane sluhou pana Pickwicka.
Vyslanci Pickwickova klubu podniknou celkem 7 výprav, při nichž zažijí mnohé nesnáze, jež se snaží řešit s typickým anglickým nadhledem.
První cesta vede z Londýna do Rochesteru a do Dingley Dellu. Již v 2. kapitole se Pickwickovci seznamují s jistým panem Jinglem. Poté se setkávají s majitelem farmy v Dingley Dellu a dávným přítelem pana Pickwicka panem Wardlem a s jeho rodinou a ubytují se u nich. Pan Tupman naváže více než přátelský vztah se sestrou pana Wardlea, zatímco poeta Snodgrass pokukuje naopak po jedné z Wardleových dcer. Alfred Jingle, který se zpočátku jevil jako zábavný společník, se však projeví jako podlý lotr. Podaří se mu obalamutit paní Wardleovou a přemluvit ji, aby s ním odjela. Pickwickovci a pan Wardle se za nimi vydají, aby přesvědčili paní Wardleovou o nepravdivosti toho, co jí zlolajný pan Jingle namluvil. Nicméně úspěch se dostaví, teprve když s Jinglem uzavřou „obchod“ a paní Wardleovou od něj vykoupí zpět.
Když se s tímto zloduchem setkají podruhé, vydává se za šlechtice. Poznají jej však a on před nimi prchne.
Pickwickovci se vydají do dalších míst (např. do Bristolu, do Ipswiche, či do Birminghamu) a navštíví tamější volby, lázně i vojenská cvičení; zažijí oslavy Vánoc, potkají se s řadou jiných lidí a při cestách dostavníkem a večerních posezeních si vyslechnou spoustu nejrůznějších historek.
Jednou se pan Pickwick nepřesně vyjádří před svou domácí a způsobí si tak značné nesnáze. Jeho slova, že chce, aby jí ubyly starosti, si paní Bardellová špatně vyloží jako nabídku k sňatku. Z tohoto nedorozumění vznikne soudní spor, a jelikož pan Pickwick nehodlá platit vyděračským advokátům, kteří se snaží na jeho úkor obohatit, nechá se raději zavřít do vězení pro dlužníky. Zde se setkává nejen s bídou a lidským neštěstím, ale poznává tu i řadu nejrůznějších lidských typů. Naštěstí se nakonec prokáže jeho nevina a on je posléze propuštěn.
Do téhož vězení se dostane i podvodník Jingle a pod páně Pickwickovým vlivem se z něj stává jiný člověk, který se kaje a lituje svých předchozích činů.
Na konci románu se klub Pickwickovců nadobro rozchází a jednotliví pánové kráčejí vstříc svým dalším osudům, jako je například svatba či odpočinek. Pan Pickwick se přestěhuje do nového domova a poučen vším, co zažil, se zbavuje své naivity.

## Postavy knihy

### Hlavní postavy

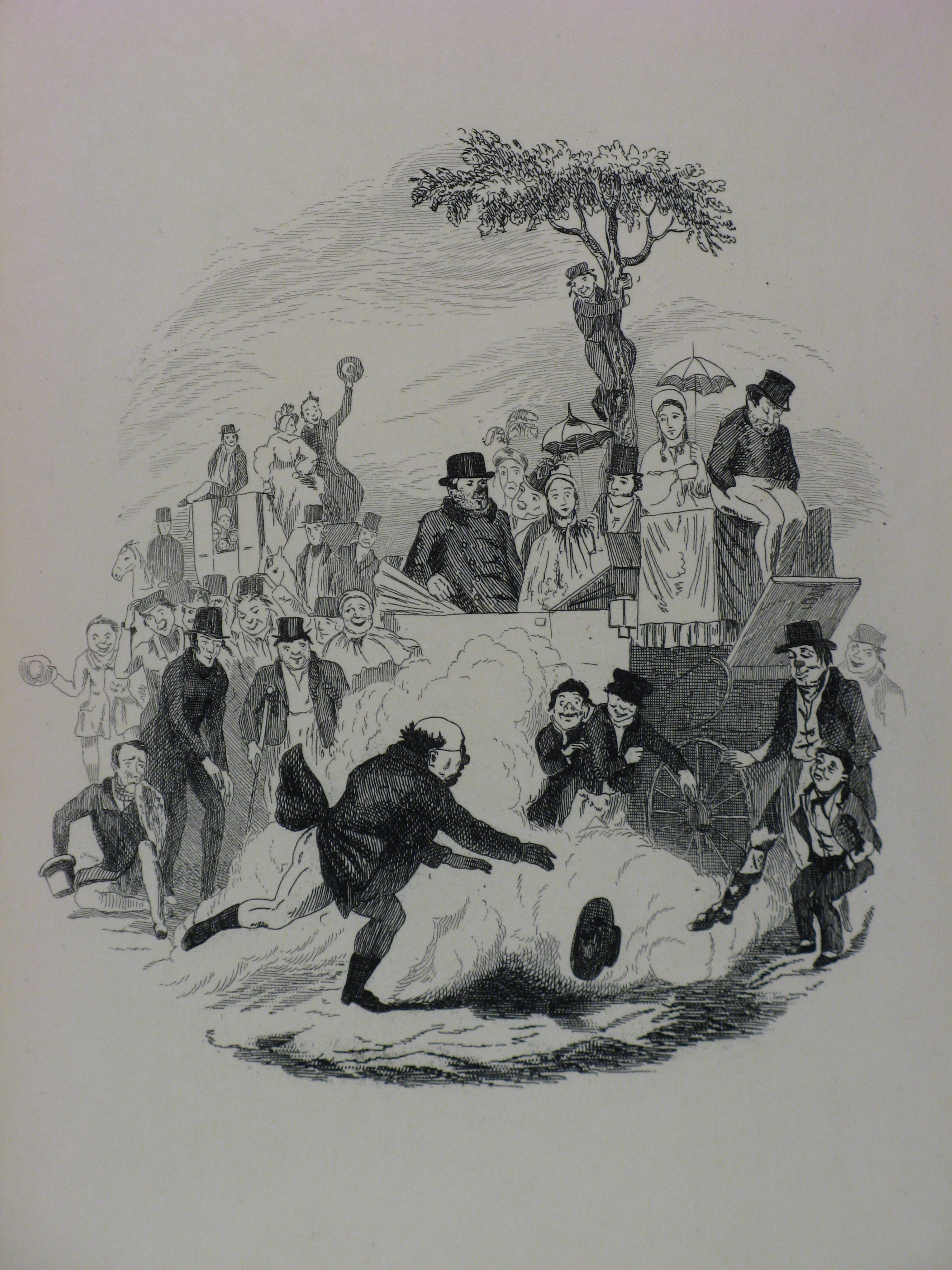
Pan Pickwick honí svůj klobouk

Členové Pickwickova klubu jsou, jak píše J. W. Beach v Dějinách anglické literatury, „lidé dobré vůle a jejich jedinou slabostí je přehnaná představa o vlastní důležitosti“.
- Samuel Pickwick – hlavní hrdina románu, zakladatel a doživotní předseda Pickwickova klubu. V souladu s popisem v knize bývá často zobrazován jako zavalitý, hladce oholený pán s pleší, kulatou tváří a brýlemi. Je badatelsky založený a vzdělaný, má chování člověka z lepší společnosti a při řešení rozličných situací se snaží zachovat si svoji důstojnost. Nicméně občas se ani on nedokáže vyhnout menšímu zesměšnění.
- Nathaniel Winkle – člen Pickwickova klubu; sportovně založený mladý přítel páně Pickwickův. Je popisován jako štíhlý vyšší muž, jemuž se lepí smůla na paty. Považuje se za sportovce, nikdo jej však nikdy při žádné sportovní akci neviděl. Díky své nešikovnosti si naopak několikrát dokonce přivodil úraz. Občas bývá poněkud unáhlený.
- Augustus Snodgrass – člen a kronikář Pickwickova klubu. Tento sympatický muž se považuje za básníka, ačkoli, pokud je společnosti známo, nikdy nic nikde nepublikoval.
- Tracy Tupman – člen Pickwickova klubu; obtloustlý postarší pán. Považuje sám sebe za romantického milovníka žen a velkého svůdníka, nicméně většina jeho románků obvykle mívá špatný konec.
- Sam Weller – sluha pana Pickwicka; rázovitý příslušník nižších vrstev, typický londýnský cockney. Díky svým zkušenostem z ulice s přehledem zvládá nejrůznější životní situace, a proto je nepostradatelným pomocníkem naivního pana Pickwicka. Literární komparatistika v jejich vztahu nachází vazby k Cervantesovým hrdinům Donu Quijotovi a Sancho Panzovi.[1][2]
- Tony Weller – Samův otec; kočí, jenž reprezentuje rázovité lidové prostředí, z něhož vyšel jeho syn.
- Alfred Jingle – potulný herec a velký pokrytec; je popisován jako vysoký a bledý muž. Tento podvodník připravil svým jednáním členům klubu řadu problémů a nepříjemností.

### Vedlejší postavy
- Joe – tlouštík, který konzumuje spoustu jídla a je neustále ospalý. Podle jeho spánkových problémů byl pojmenován takzvaný Pickwickův syndrom, jenž vedl posléze k popsání spánkového apnoického syndromu.
- Job Trotter – prohnaný sluha Alfreda Jinglea, jehož zlomyslná prohnanost se projeví vždy jen na začátku scény, než si nasadí svoji obvyklou masku pokorného sluhy.
- Pan Wardle – přítel pana Pickwicka a majitel farmy v Dingley Dell. Joe je jeho sluha.
- Rachel Wardleová – sestra pana Wardlea, kterou bezohledný Alfred Jingle přemluvil, aby s ním utekla.
- Pan Perker – obhájce pana Pickwicka
- Mary – „dobře stavěná“ služka, „vyvolená“ Sama Wellera
- Paní Bardellová – ovdovělá domácí pana Pickwicka
- Emily Wardleová – jedna z dcer paní Wardleové
- Arabella Allenová – přítelkyně Emily Wardleové
- Ben Allen – Arabellin bratr, a prostopášný student medicíny
- Bob Sawyer – přítel a spolustudent Bena Allena
- Pan Serjeant Buzfuz – právník paní Bardellové ve při s panem Pickwickem

## První vydání

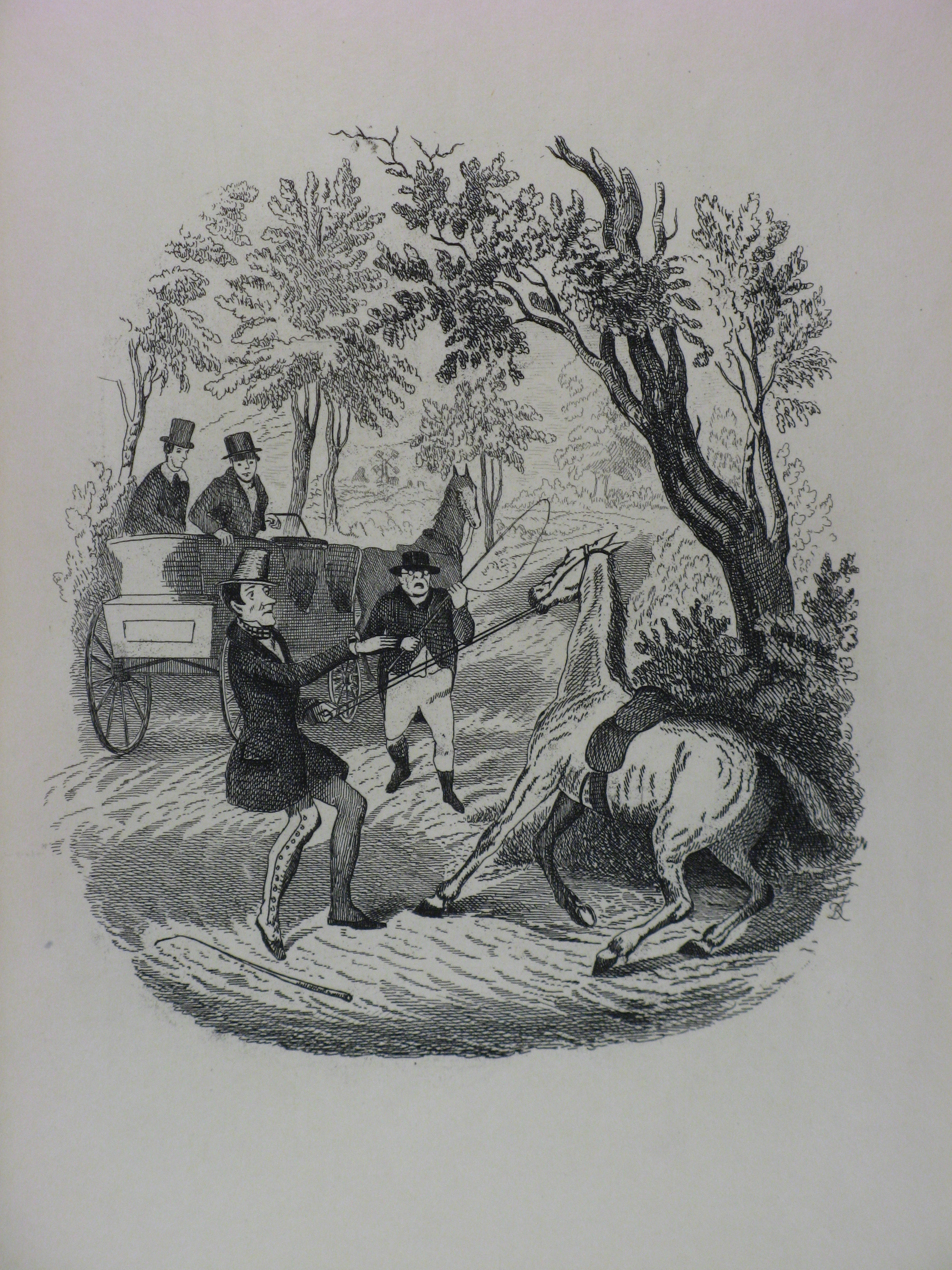
Pan Winkle konejší vzpurného oře

Celý román vyšel v průběhu 20 měsíců v 19 sešitech, přičemž poslední měl dvojnásobný rozsah a stál dva šilinky, zatímco předchozí sešity pouze jeden šilink. V květnu 1837 žádný sešit nevyšel, protože Dickens truchlil po své švagrové a zmeškal termín odevzdání rukopisu. Sešity vždy vycházely poslední den v měsíci:
- I – březen 1836 (kapitola 1–2)
- II – duben 1836 (kapitola 3–5)
- III – květen 1836 (kapitola 6–8)
- IV – červen 1836 (kapitola 9–11)
- V – červenec 1836 (kapitola 12–14)
- VI – srpen 1836 (kapitola 15–17)
- VII – září 1836 (kapitola 18–20)
- VIII – říjen 1836 (kapitola 21–23)
- IX – listopad 1836 (kapitola 24–26)
- X – prosinec 1836 (kapitola 27–28)
- XI – leden 1837 (kapitola 29–31)
- XII – únor 1837 (kapitola 32–33)
- XIII – březen 1837 (kapitola 34–36)
- XIV – duben 1837 (kapitola 37–39)
- XV – červen 1837 (kapitola 40–42)
- XVI – červenec 1837 (kapitola 43–45)
- XVII – srpen 1837 (kapitola 46–48)
- XVIII – září 1837 (kapitola 49–51)
- XIX–XX – říjen 1837 (kapitola 52–56)

Je zajímavé mít toto rozdělení na paměti při čtení románu, zejména jeho prvních kapitol. Na Kronice Pickwickova klubu je vidět, že jde o první Dickensův román. Dílo je totiž poněkud chaotické. V prvních dvou sešitech bylo po čtyřech ilustracích Roberta Seymoura a 24 stran textu. Po Seymourově sebevraždě ilustroval třetí sešit R. W. Buss. Byl také změněn formát, takže sešit nyní obsahoval dvě ilustrace a 32 stran textu. Již v dalším, tedy čtvrtém sešitu vystřídal Busse na místě ilustrátora Hablot Knight Browne, který pak s Dickensem spolupracoval po dalších 23 let.

## Závěr
Už v Klubu Pickwickovců se objevují prvky pro Dickense v jeho pozdější tvorbě typické, a sice že se dobrodružné scény či katastrofické příhody prolínají s kritikou sociální nespravedlnosti, anglických institucí a zákonů.
Také dynamika vyprávění a jeho barvitost jsou předobrazem stylu autorových pozdějších románů.
V neposlední řadě je třeba vyzdvihnout Dickensův jiskrný humor, díky němuž měla Kronika Pickwickova klubu nečekaný úspěch a který je v jeho díle ojedinělým jevem.
Román byl také několikrát zfilmován či adaptován pro televizi.